# Agrostis pseudoalba
Agrostis pseudoalba é uma espécie de gramínea do gênero Agrostis, pertencente à família Poaceae. A espécie foi descrita por Michail Vasiljevich Klokov e publicada em Botanicheskie Materialy Gerbariia Instituta Botaniki Akademii Nauk Kazakhskoi SSR 12: 38. 1950. O nome aceite para esta espécie é Agrostis stolonifera L.